# 赫里岑科韋
50°58′11″N 34°42′20″E / 50.96972°N 34.70556°E
赫里岑科韋（烏克蘭語：Гриценкове）是位於烏克蘭東北部的村莊，由蘇梅州蘇梅區的米科拉伊夫卡乡级市镇負責管轄。該村距離扎希爾斯凱1公里，海拔高度194米，2001年該村落人口75。